# La Casa de las Flores: la película
La Casa de las Flores: la película es una película mexicana de comedia dirigida por Manolo Caro para Netflix en 2021. Se anunció en abril de 2021 de modo imprevisto y es una secuela que «se da un año después de la temporada 3 y final» de la serie del mismo nombre, distribuida por Netflix. Se estrenó en streaming el 23 de junio de 2021.Fue producida por Woo Films y Noc Noc Cinema en colaboración con Netflix.

## Reparto
- Cecilia Suárez como Paulina de la Mora Aguirre[1]
- Aislinn Derbez como Elena de la Mora Aguirre[1]
- Darío Yazbek como Julián de la Mora Aguirre[1]
- Juan Pablo Medina como Diego Olvera[1]
- Paco León como María José Riquelme[1]
- Angelica María como Esperanza de Cohen[1]
- Norma Angélica como Delia
- Luis de la Rosa como Bruno Riquelme de la Mora[1]
- Isabel Burr como Virginia de la Mora (joven)
- Tiago Correa como Ernesto de la Mora (joven)
- Tessa Ía como Esperanza (joven)[1]
- Christian Chávez como Patricio Lascuráin
- Javier Jattin como Salomón Cohen (joven)
- Paco Rueda como "El Chiquis" Corcuera
- Emilio Cuaik como Agustín Corcuera (joven)
- Andrea Chaparro como Inés[1]
- David Ostrosky como Dr. Salomón Cohen[1]
- Ximena Sariñana como Carmelita Villalobos (joven)
- José Márquez como imitadora de Pau Rubio[1]
- Mariana Santos como imitadora de Gloria Trevi[1]
- Ismael Rodríguez[1]
- Katia Balmori como imitadora de Yuri[1]
- David Chavira como "El Cacas"